# مدفودي
مدفودي (بالإنجليزية: Medvode)‏ هي municipality of Slovenia تقع في سلوفينيا في. يقدر عدد سكانها بـ 14,161 نسمة ومساحتها 77.6 كم2 .